# ۶۲۸ (خورشیدی)
۶۲۸ ششصد و بیست و هشتمین سال هجری خورشیدی است.